# Terpna ectoxantha
Terpna ectoxantha är en fjärilsart som beskrevs av Eugen Wehrli 1933. Terpna ectoxantha ingår i släktet Terpna och familjen mätare. Inga underarter finns listade i Catalogue of Life.